# Instrument landing system
Instrument landing system (ILS) je elektronický přístrojový přistávací systém. Byl vyvinut ve 40. letech dvacátého století a schválen k použití organizací ICAO v roce 1949. Používá se dodnes, prakticky beze změn. Systém poskytuje přesné informace o okamžité poloze letadla vzhledem k referenční trajektorii, vytvořené dvěma majáky pomocí směrového rádiového signálu. ILS je definován jako „přesný“ přistávací systém, jelikož obsahuje podle definice i vertikální složku navádění (GS/GP).

## Princip ILS

Princip ILS

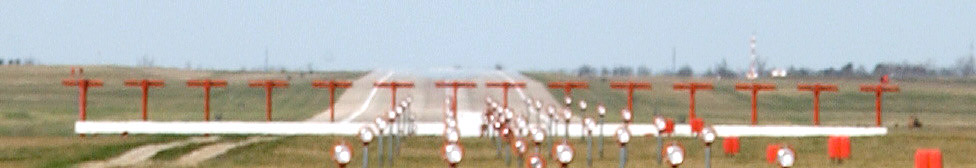
Anténní systémy LLZ

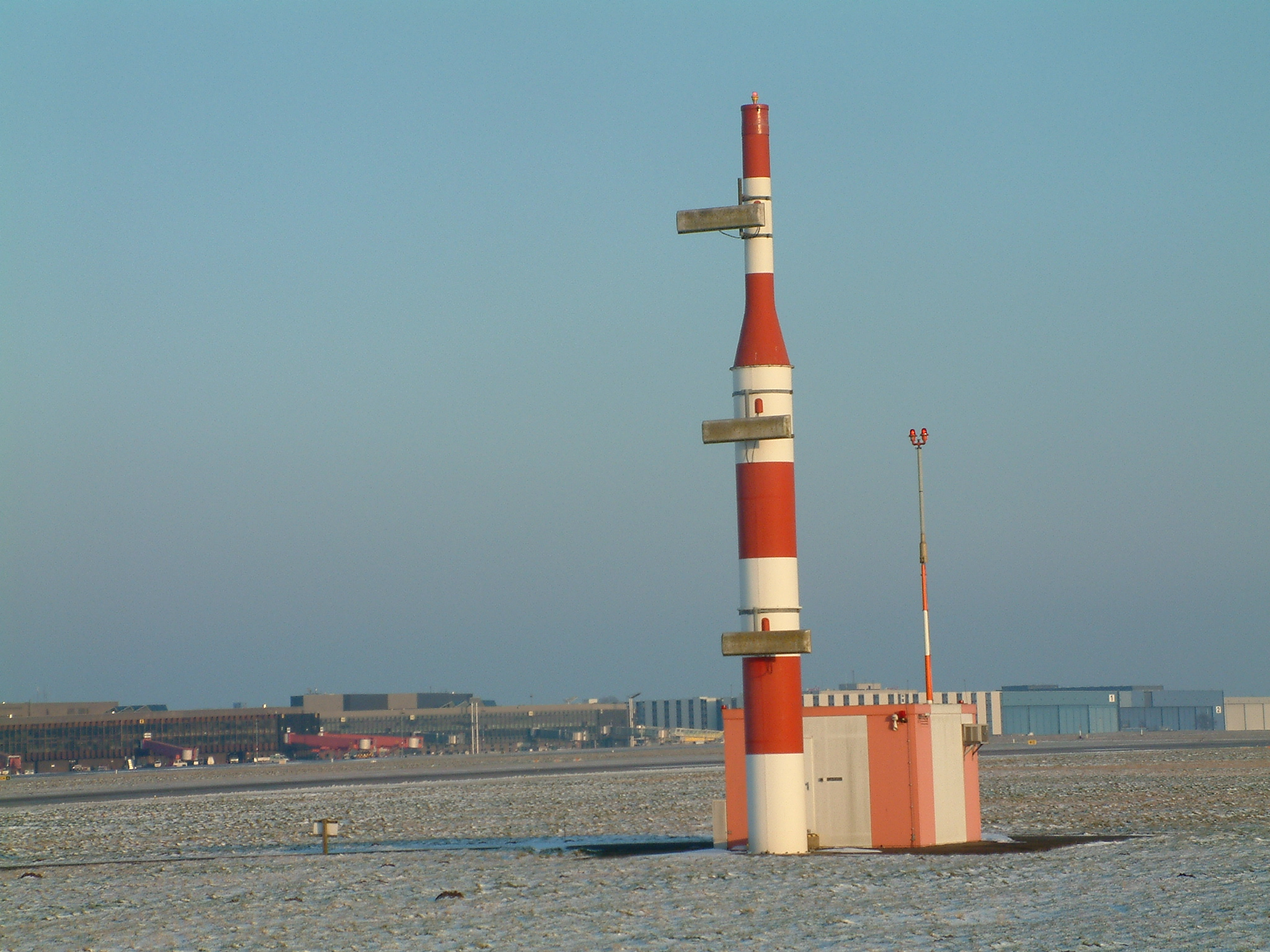
Anténní systém glideslope

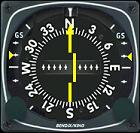
Indikační přístroj ILS

Kurzový maják („lokalizér“ – LLZ) je v principu tvořen dvěma pozemními radiovými vysílači, pracující na shodném nosném kmitočtu v pásmu VKV, s anténními systémy navrženými tak, aby vyzařovaly ve směru osy přistávací dráhy, jeden ale mírně vpravo a druhý mírně vlevo. Nosná vlna je přitom modulována u jednoho vysílače kmitočtem 90 Hz, u druhého 150 Hz. Z pohledu přibližujícího letounu to vypadá tak, že pokud se blíží přesně v ose dráhy, kde je úroveň signálu z obou vysílačů stejná, ukazuje mu ručka indikátoru na střed. Pokud letoun vybočí doprava nebo doleva, zvýší se úroveň jednoho z modulačních signálů a ručička indikátoru se vychýlí na příslušnou stranu. Anténní systém může být konstruován tak, že vyzařuje i dozadu, pro opačný směr přistání, a bývá umístěn cca 100 m za koncem dráhy.
Sestupový maják (anglicky „glideslope/glidepath – GS/GP) pracuje na stejném principu, pouze jsou osy vyzařování obou vysílačů mírně vychýleny nahoru nad a dolů pod sestupovou rovinu. Letoun klesá k VPD tak, aby oba modulační signály měly stejnou intenzitu. Nosný kmitočet je oproti LLZ odlišný (ale párově přiřazený), přiblížení na zadní paprsek možné není. Anténní systém bývá umístěn po boku dráhy, v blízkosti dotykové zóny.
ILS indikátor (HSI) je indikační přístroj na panelu v pilotní kabině, který na základě signálů z palubních přijímačů LLZ a GP ukazuje polohu letounu vůči ideální sestupové ose. Signály z přijímačů mohou být také použity pro řízení autopilota.
Měření vzdálenosti od VPD se ve starší verzi provádí zpravidla pomoci 2 nebo 3 markerů (OM, MM, IM), tedy pozemních radiomajáků, postavených v určitých vzdálenostech před prahem dráhy. Při jejich přeletu se pak pilotovi rozsvítí kontrolka příslušné barvy. U novějších systémů je funkce markeru doplněna nebo nahrazena odpovídačem DME (posádka dostává od DME i rychlost přiblížení).

### Polohová návěstidla
Pro orientační informaci o vzdálenosti k přistávací dráze jsou v ose dráhy umístěny radiomajáky. Ty vysílají signál vzhůru vertikálně směrovanou Yagi anténou. Nosná frekvence vysílaného signálu je 75 MHz, která je modulovaná klíčovanými tóny. Parametry klíčování jsou uvedeny v následující tabulce:
| Parametr                                     | OM        | MM         | IM         |
| Modulační kmitočet [Hz]                      | 400       | 1300       | 3000       |
| Modulační signál                             | – – – – – | –.–.–.–.–. | .......... |
| Vzdálenost majáku od prahu VPD [m]           | 7200 m    | 1050 m     | 75–400 m   |
| Krytí podél sestupové osy (E > 1,5 uV/m) [m] | 600 ± 200 | 300 ± 100  | 150 ± 50   |
| Výška při letu po sestupové ose [m]          | 300 m     | 60 m       | 19 m       |

Na straně letadla je signál demodulován AM demodulátorem v přijímači a modulační tóny jsou zpracovávány sadou filtrů detekujících 400, 1300 a 3000 Hz. Na výstupu každého z filtrů je diskriminační obvod, který rozsvítí kontrolku příslušné barvy (označeno v tabulce). Demodulovaný signál může být také zaveden pilotovi do sluchátek za účelem akustické indikace vzdálenosti.

## Použití ILS

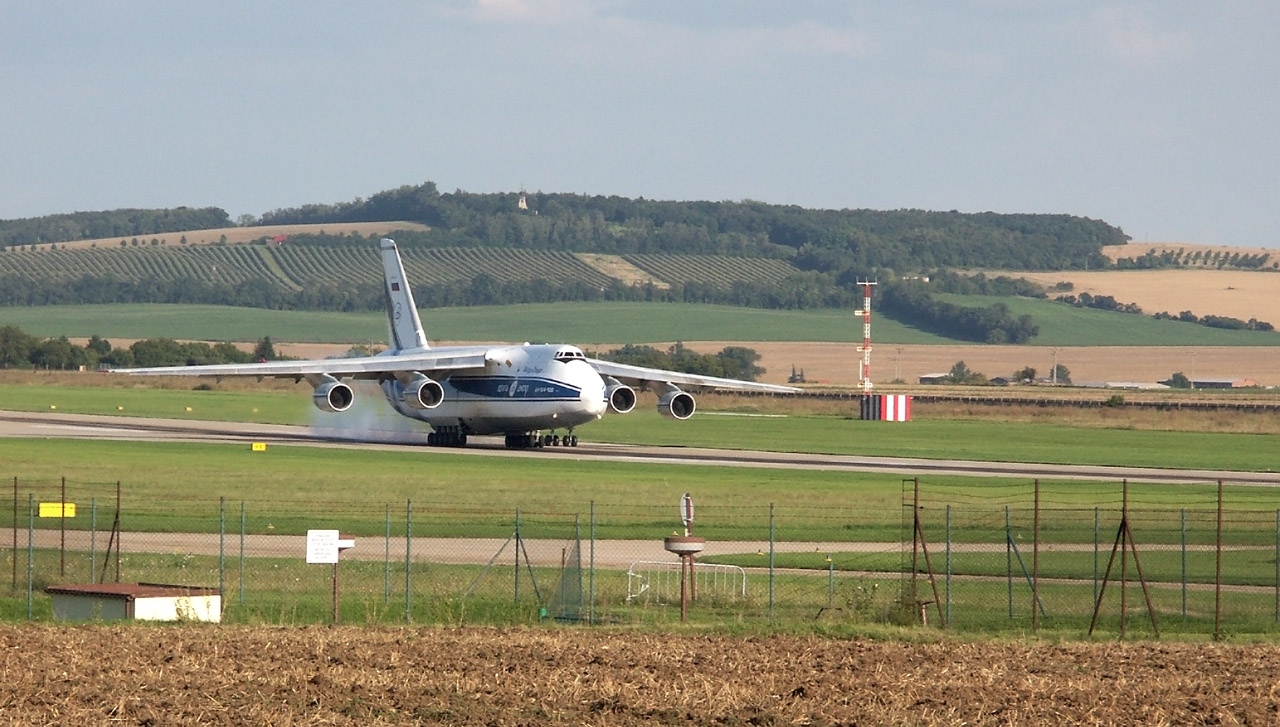
Antény sestupového majáku po boku dotykové zóny (An-124 v Brně)

ILS umožňuje letadlům bezpečné konečné přiblížení podle přístrojů, do takové výšky a vzdálenosti od prahu dráhy, kdy může pilot bezpečně přistát (nebo přistání zrušit). Výhodou ILS je také, že signál může užívat i autopilot → autoland (přistání řízené autopilotem).
V praxi přiblížení probíhá zpravidla tak, že závěrečnou zatáčku do osy dráhy provádí posádka ve vodorovném letu na výšce kolem 1 km tak, aby stroj pod mírným úhlem protnul rovinu LLZ. Průsečík přitom musí být v takové vzdálenosti od prahu VPD, aby se letoun nacházel pod rovinou sestupu GP. Po srovnání stroje do kurzu (buď ručně, nebo autopilotem) pokračuje posádka ve vodorovném letu tak dlouho, dokud neprotne sestupovou rovinu GS. Od toho okamžiku sestupuje podle přístrojů zpravidla až do prostoru nad práh VPD a vlastní přistání na dráze se už provádí obvykle ručně. Jsou ale i letiště, kde se na GP přibližuje shora, konečná fáze se také může lišit podle kategorie ILS.
Při odchylce od ideální sestupové osy musí být zásahy do řízení letounu prováděny citlivě, aby to nevedlo k nežádoucím překmitům, případně až kličkování podél sestupové osy.

## Kategorie ILS
Podmínky dané kategorie musí splňovat nejen pozemní zařízení včetně pomocného vybavení (systém záložního napájení, pozemní radarové sledování), ale i palubní přístroje letounu. Navíc musí mít i posádka platnou kvalifikaci pro danou kategorii a typ stroje.
| Kategorie | Výška rozhodnutí | Minimální RVR |
| CAT I     | 200 ft/60 m      | min. 550 m    |
| CAT II    | 100 ft/30 m      | min. 300 m    |
| CAT III A | méně než 30 m    | min. 200 m    |
| CAT III B | méně než 15 m    | min. 75 m     |
| CAT III C | 0 m              | 0 m           |